# 영초 (후한)
영초(永初)는 중국 후한(後漢) 안제(安帝)의 첫 번째 연호이다. 107년에서 114년 1월까지 7년 동안 사용하였다.

## 개원
영초(永初) 원년 1월 1일(107년 2월 10일)에 연호를 영초(永初)로 개원함.

## 연대대조표
| 영초                | 원년       | 2년        | 3년        | 4년        | 5년        | 6년        | 7년        | 8년        |
| 서력                | 107년      | 108년      | 109년      | 110년      | 111년      | 112년      | 113년      | 114년      |
| 육십간지 (六十干支) | 정미(丁未) | 무신(戊申) | 기유(己酉) | 경술(庚戌) | 신해(辛亥) | 임자(壬子) | 계축(癸丑) | 갑인(甲寅) |

## 같이 보기
- 다른 왕조의 같은 연호
  - 송(宋) 영초(420년 ~ 422년)

- 중국의 연호